# پیازآباد (خنداب)
پیازآباد، روستایی از توابع بخش مرکزی شهرستان خنداب در استان مرکزی ایران است.

## جمعیت
این روستا در دهستان دهچال قرار دارد و براساس سرشماری مرکز آمار ایران در سال ۱۳۸۵، جمعیت آن ۵۷ نفر (۱۲خانوار) بوده‌است.